# EA Vancouver
EA Vancouver est un studio de développement de jeu vidéo canadien basé à Burnaby en Colombie-Britannique. Le studio a été ouvert en janvier 1983 et est le plus grand studio interne de la société Electronic Arts dont il est la filiale. EA Vancouver emploie à lui seul plus de 2 000 personnes.
À l'intérieur du studio se trouvent une salle de capture de mouvement, 22 salles pour la composition, 14 salles destinées au montage vidéo, trois studios de production ainsi qu'une aile pour la composition audio et le département d'assurance qualité. On peut également y trouver des aménagements comme des salles de fitness, deux salles de cinéma, une cafétéria (appelée EAt), des cafés et une salle de jeu vidéo.

## Jeux produits

### EA Games
Jeux développés par EA Vancouver et édités par EATING Games :
- EA Playground
- EA Replay
- Def Jam: Fight for NY
- 007 : Quitte ou double
- Les Sims 3
- Marvel Nemesis : L'Avènement des imparfaits
- Medal of Honor: Heroes 2
- MySims Racing
- Need for Speed : Conduite en état de liberté
- Need for Speed: Underground
- Need for Speed: Underground 2
- Need for Speed: Underground Rivals
- Need for Speed : Poursuite infernale 2
- Need for Speed: Most Wanted
- Need for Speed: Carbon
- Need for Speed: ProStreet
- Need for Speed: Undercover
- Need for Speed: The Run
- Skate
- Skate 2
- Skate It

### EA Sports
Jeux développés par EA Vancouver et édités par EA Sports :
- 3 on 3 NHL Arcade
- Coupe du monde FIFA 2006
- FIFA 06 : En route pour la Coupe du monde
- FIFA Manager 06
- FIFA Online
- FIFA 07
- FIFA 08
- FIFA 09
- FIFA 10
- FIFA 11
- FIFA 12
- FIFA 13
- FIFA 14
- FIFA 15
- FIFA 16
- FIFA 17
- FIFA 18
- FIFA 19
- FIFA 20
- FIFA 21
- Fight Night: Round 4
- Facebreaker
- Grand Slam Tennis
- Celebrity Sports Showdown
- Cricket 07
- Cricket 09
- Knockout Kings
- Madden NFL 2007
- MVP 06 NCAA Baseball
- NBA Live 2003
- NBA Live 2004
- NBA Live 2005
- NBA Live 06
- NBA Live 07
- NBA Live 08
- NBA Live 09
- NBA Live 10
- NCAA March Madness
- NHL 06
- NHL 07
- NHL 08
- NHL 09
- NHL 10
- NHL 11
- NHL 12
- NHL 13
- Rugby 06
- Rugby 08
- SSX
- Total Club Manager 2005
- UFC 5
- UEFA Euro 2004
- UEFA Euro 2008

### EA Sports BIG
Jeux développés par EA Vancouver et édités par EA Sports Big :
- Def Jam Vendetta
- FaceBreaker
- FIFA Street
- FIFA Street 2
- FIFA Street 3
- NBA Street
- NBA Street Vol. 2
- NBA Street V3
- NBA Street Showdown
- NBA Street Homecourt
- NFL Street
- NFL Street 3
- NFL Tour
- SSX
- SSX Tricky
- SSX 3
- SSX on Tour
- SSX Blur